# Хундадзе, Михаил Барнабович
Михаил Барнабович Хундадзе (1908 год, село Охтоми, Батумский уезд, Батумская область, Российская империя — 1983 год, село Ахалшени, Батумский район, Аджарская АССР, Грузинская ССР) — рабочий Ахалшенского совхоза Министерства сельского хозяйства СССР, Батумский район, Аджарская АССР, Грузинская ССР. Герой Социалистического Труда (1949).

## Биография
Родился в 1908 году в крестьянской семье в селе Охтоми Батумского уезда. С раннего возраста трудился в частном сельском хозяйстве. После начала коллективизации обучался на курсах механизации, после которых трудился трактористом в местной сельскохозяйственной артели. С 1933 года — механизатор совхоза в селе Ахалшени Батумского района, директором которого был Владимир Никифорович Ломадзе.
В 1948 году собрал в среднем с каждого дерева по 500 лимонов с 250 плодоносящих деревьев. Указом Президиума Верховного Совета СССР от 5 июля 1949 года удостоен звания Героя Социалистического Труда за «получение высоких урожаев сортового зелёного чайного листа и цитрусовых плодов в 1948 году» с вручением ордена Ленина и золотой медали «Серп и Молот» (№ 4059).
В последующие годы возглавлял бригаду цитрусоводов в этом же совхозе.
Проживал в родном селе Ахалшени Батумского района (сегодня — Хелвачаурский муниципалитет). С 1968 года — персональный пенсионер союзного значения. Умер в 1983 году.